# Kanton Buchy
Der Kanton Buchy war bis 2015 ein französischer Wahlkreis im Arrondissement Rouen, im Département Seine-Maritime und in der Region Haute-Normandie; sein Hauptort war Buchy, Vertreter im Generalrat des Départements war zuletzt von 2001 bis 2015 Patrick Chauvet (DVD). 
Der Kanton Buchy war 158,13 km² groß und hatte (2006) 10.215 Einwohner, was einer Bevölkerungsdichte von 65 Einwohnern pro km² entsprach. Er lag im Mittel auf 168 Meter über dem Meeresspiegel, zwischen 80 m in Saint-Aignan-sur-Ry und 236 m in Bosc-Bordel. 

## Gemeinden
Der Kanton bestand aus 21 Gemeinden:
| Gemeinde                   | Einwohner Jahr | Fläche km² | Bevölkerungsdichte | Code INSEE | Postleitzahl |
| -------------------------- | -------------- | ---------- | ------------------ | ---------- | ------------ |
| Bierville                  | 298 (2013)     | –          | – Einw./km²        | 76094      | 76750        |
| Blainville-Crevon          | 1.208 (2013)   | –          | – Einw./km²        | 76100      | 76116        |
| Bois-Guilbert              | 296 (2013)     | –          | – Einw./km²        | 76107      | 76750        |
| Bois-Héroult               | 185 (2013)     | –          | – Einw./km²        | 76109      | 76750        |
| Boissay                    | 363 (2013)     | –          | – Einw./km²        | 76113      | 76750        |
| Bosc-Bordel                | 426 (2013)     | –          | – Einw./km²        | 76120      | 76750        |
| Bosc-Édeline               | 345 (2013)     | –          | – Einw./km²        | 76121      | 76750        |
| Bosc-Roger-sur-Buchy       | 739 (2013)     | –          | – Einw./km²        | 76127      | 76750        |
| Buchy                      | 1.433 (2013)   | –          | – Einw./km²        | 76146      | 76750        |
| Catenay                    | 692 (2013)     | –          | – Einw./km²        | 76163      | 76116        |
| Ernemont-sur-Buchy         | 273 (2013)     | –          | – Einw./km²        | 76243      | 76750        |
| Estouteville-Écalles       | 504 (2013)     | –          | – Einw./km²        | 76248      | 76750        |
| Héronchelles               | 128 (2013)     | –          | – Einw./km²        | 76359      | 76750        |
| Longuerue                  | 308 (2013)     | –          | – Einw./km²        | 76396      | 76750        |
| Morgny-la-Pommeraye        | 992 (2013)     | –          | – Einw./km²        | 76453      | 76750        |
| Pierreval                  | 467 (2013)     | –          | – Einw./km²        | 76502      | 76750        |
| Rebets                     | 142 (2013)     | –          | – Einw./km²        | 76521      | 76750        |
| Saint-Aignan-sur-Ry        | 324 (2013)     | –          | – Einw./km²        | 76554      | 76116        |
| Sainte-Croix-sur-Buchy     | 687 (2013)     | –          | – Einw./km²        | 76571      | 76750        |
| Saint-Germain-des-Essourts | 402 (2013)     | –          | – Einw./km²        | 76581      | 76750        |
| Vieux-Manoir               | 708 (2013)     | –          | – Einw./km²        | 76738      | 76750        |

## Bevölkerungsentwicklung
| 1962  | 1968  | 1975  | 1982  | 1990  | 1999  | 2006   |
| ----- | ----- | ----- | ----- | ----- | ----- | ------ |
| 5.293 | 5.790 | 6.292 | 7.651 | 8.692 | 9.228 | 10.215 |